# قرطاعة

## قرطاعة
هي كلمة خليجية قديمة و تعني قطعة ورقية من الكرتون.

## أمثلة على استخدام الكلمة
قرطاعة الكتاب تشققت
أي أن غلاف الكتاب قد تلف جزئياً أو بشكل كامل.
شقيت قرطاعة و كتبت عليها
أي أنني أخذت قطعة ورقية من الكرتون و قمت بالكتابة عليها.